# Shawn Mullins
Shawn Mullins, född 8 mars 1968 i Atlanta, är en amerikansk singer-songwriter, förmodligen mest känd för singeln "Lullaby" från albumet Soul's Core (1998).

## Diskografi
- 1991 – Everchanging World
- 1992 – Better Days
- 1994 – Big Blue Sky
- 1995 – Jeff's Last Dance, Volume 1
- 1996 – Eggshells
- 1998 – Soul's Core
- 1998 – Jeff's Last Dance, Volume 2
- 1999 – First Ten Years
- 2000 – Beneath the Velvet Sun
- 2003 – Essential Shawn Mullins
- 2006 – 9th Ward Pickin Parlor
- 2008 – Honeydew